# اوسینیکی
شهر اوسینیکی (به روسی: Осинники) در کشور روسیه و در اوبلاست کمروو واقع شده‌است.